# Cuadratura cercului (colecție de povestiri)
Cuadratura cercului: Fals tratat de urbogonie este o colecție de povestiri științifico-fantastice de Gheorghe Săsărman. A apărut prima dată la Editura Dacia în 1975. A fost republicată de Editura Dacia în 2001 și (cu o postfață și prefață de Gheorghe Săsărman) de Editura Nemira (Colecția Nautilus) în 2013.
Gheorghe Săsărman a afirmat că „urbogonie” are sensul de geneza orașului, analog cu termenul cosmogonie, iar „fiecare povestire descrie un oraș, în mare parte imaginar, iar destinul personajelor se împletește strâns cu destinul urbei”. Cu toate acestea, „orașul și arhitectura sunt simple pretexte; adevăratul subiect este lungul, sinuosul drum al omenirii spre lumină”.

## Cuprins

Coperta versiunii din 2013 de la Editura Nemira

În ediția integrală, tipărită în 2001, autorul a adăugat cele zece scrieri eliminate de cenzura comunistă în 1975.
Ediția din 2013 de la Editura Nemira cuprinde povestiri din colecția originală (1975), dar și alte povestiri (marcate cu anul primei apariții):
- „Prefață”, eseu de Mariano Martín Rodríguez
- „Vavylon” (2001)
- „Arapabad” (1982)
- „Virginia” (1975)
- „Tropaeum” (1975)
- „Senetia” (1975)
- „Protopolis” (1975)
- „Isopolis” (1982)
- „Castrum” (1975)
- „...” (1975)
- „Záalzeck” (2001)
- „Gnossos” (1975)
- „Verticity” (1975)
- „Poseidonia” (2001)
- „Musaeum” (1975)
- „Homogenia” (1982)
- „Kriegbourg” (1975)
- „Moebia” (2001)
- „Motopia” (1974)
- „Arca” (2001)
- „Cosmovia” (1975)
- „Sah-Harah” (1975)
- „Sinurbia” (1975)
- „Stereopolis” (1975)
- „Plutonia” (1975)
- „Noctapiola” (1975)
- „Utopia” (1975)
- „Oldcastle” (1975)
- „Geopolis” (2001)
- „Dava” (1975)
- „Olympia” (1975)
- „Hattușáș” (1975)
- „Selenia” (1975)
- „Antar” (1975)
- „Atlantis” (1975)
- „Quanta Ka” (1975)
- „Arcanum” (1975)

## Traduceri
A fost tradusă în limba franceză de Hélène Lenz ca La quadrature du cercle și a apărut la editura Blandin în 1994. În limba spaniolă a fost tradusă de Mariano Martín Rodríguez ca La cuadratura del círculo: Falso tratado de urbogonía și a apărut la editura La Biblioteca del Laberinto, seria Delirio, nr. 39 în anul 2010. În limba engleză a fost tradusă de Ursula K. Le Guin ca Squaring the Circle: A Pseudotreatise of Urbogomy și publicată în 2019 de editura Aqueduct Press.

## Primire
Ursula K. Le Guin a afirmat că: „sunt sigură ca majoritatea vor citi aceste povestiri de mai multe ori.“

## Legături externe
- Cuadratura cercului, Nemira 2013, goodreads.com

## Vezi și
- Lista cărților științifico-fantastice publicate în România
- 1975 în literatură
- 1975 în științifico-fantastic
- Lista antologiilor de povestiri științifico-fantastice românești ‎